# Jacob van Barry
Mr. Jacob van Barry (Haarlem, ± 1425 - Den Haag, 31 januari 1500) was Secretaris-ordinaris van het Hof van Holland en gunsteling van hertog Albrecht van Saksen. 

## Biografie

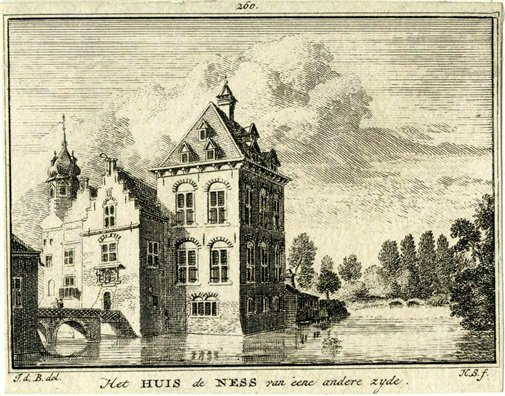
Kasteel Te Nesse bij Linschoten

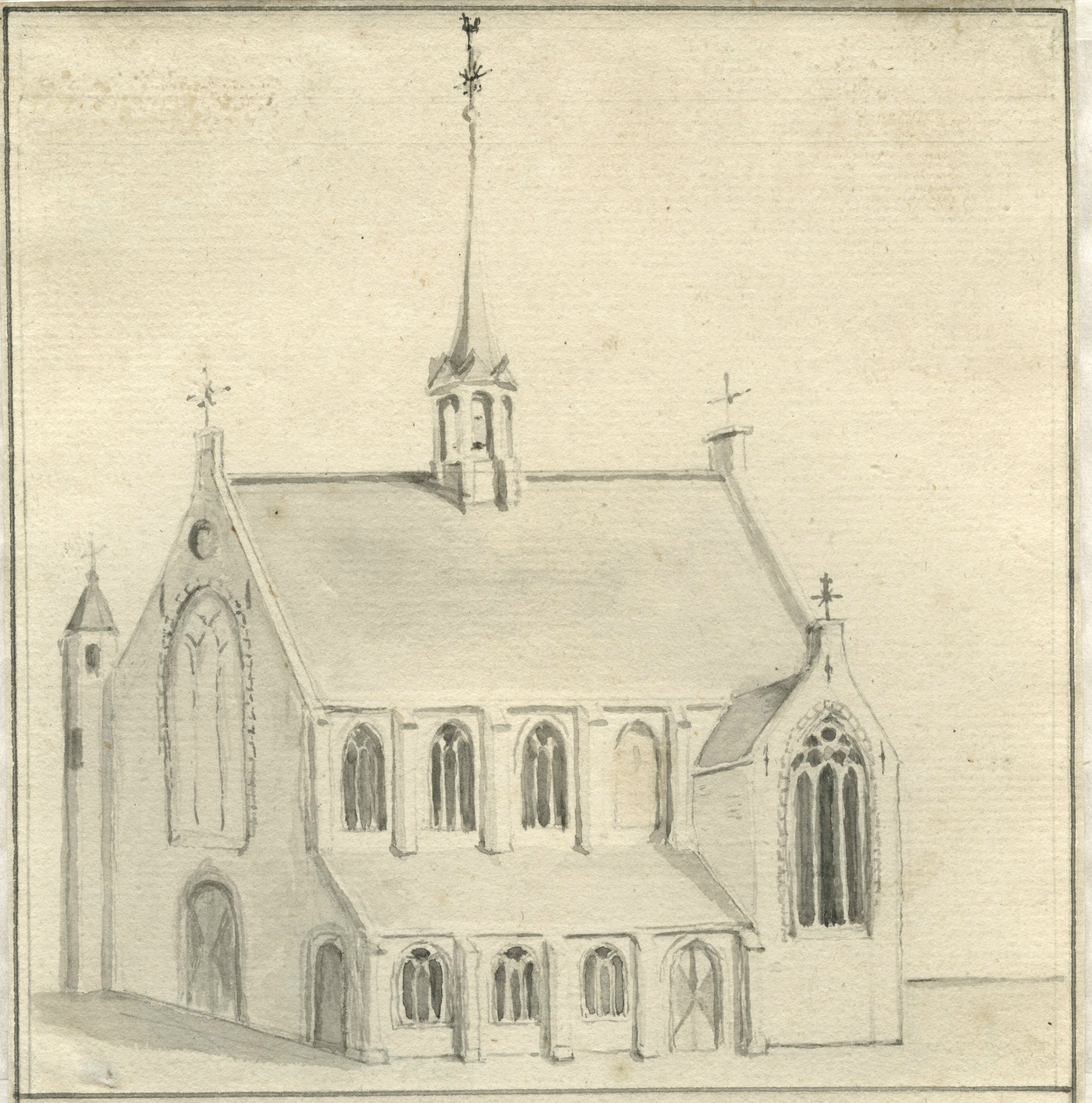
Hofkapel op het Binnenhof

Daarnaast was hij bewaarder (portier) van de oost- en westpoort van het Haagse Bos, een (ere-)functie die hem goede inkomsten leverde, maar waarvoor de taken door een ander werden uitgevoerd. Hij liet aan de Haagse Kneuterdijk een groot woonhuis bouwen op de plek waar later het Paleis Kneuterdijk zou verrijzen. Zijn vader, Mr. Jan van Barry, was kastelein van Kasteel Radboud, schout van Medemblik en dijkgraaf van de Vier Noorder Koggen. Van Barry werkte rond 1446 als bode van het Hof van Holland. 

### Verkrachtingszaak
In 1479 schreef Van Barry zich aan de Universiteit Leuven in voor een studie Canoniek recht en verkrachtte daar vervolgens een meisje. Toen de vader van het slachtoffer een huwelijk eiste, beriep hij zich op zijn status van student, vallend onder het geestelijk recht. De Staten van Holland werden ingeschakeld om voor zijn rechten op te komen en Van Barry werd niet vervolgd.

### Hofkapel Binnenhof
In 1485 werd hij benoemd als secretaris van het Hof van Holland, Zeeland en West-Friesland. En in 1488 werd hij daar aangesteld als Secretaris-ordinaris, welke benoeming in 1489 door Keizer Maximiliaan I werd bevestigd. Hij werkte diverse malen als vertegenwoordiger van hertog Albrecht van Saksen, de erfelijk Potestaat van Friesland. Op voorspraak van deze hertog van verkreeg Van Barry in 1492 het klerkambt van Haarlem voor de rest van zijn leven. Jacob van Barry werd in 1495 beleend met kasteel Te Nesse. In januari 1500 overleed Jacob van Barry onverwacht; hij werd bijgezet in de Hofkapel op het Binnenhof, een bijzondere eer van de keizer.

### Ambachtsheerlijkheid Cromstrijen
Jacob van Barry kocht een kwart van de heerlijkheid Cromstrijen van de secretaris van Maximiliaan van Oostenrijk, Gerard Numan.
In 1520 koopt de zoon van Jacob, Jan van Barry, nog een deel van Jan Numan, een zoon van Gerard.

## Kinderen
Het is niet bekend met wie Van Barry trouwde, wel zijn er nakomelingen bekend:
- Jan, secretaris van het Hof van Holland in 1515, huwde Margareta, dochter van Lucas van Teylingen;
- Joris, exploiteur bij het Hof van Holland in 1521, huwde Marieke, dochter van Arend Jansz.;
- Catharina, huwde Maarten Jacobsz Exalto.